# 류신
류신(영어: leucine, 독일어: leucin 로이신[*], 문화어: 로이신, 기호: Leu or L)은 단백질의 생합성에 사용되는 필수 아미노산이다. 류신은 α-아미노산이며, α-아미노기(생물학적 조건에서 양성자화된 −NH3+ 형태), α-카복실기(생물학적 조건에서 탈양성자화된 −COO− 형태) 및 곁사슬인 아이소뷰틸기를 포함하고 있다. 류신은 비극성 지방족 아미노산이다. 류신은 사람에게 필수적인 아미노산으로 신체에서 합성되지 않으며 음식을 통해 섭취해야 한다. 사람은 육류, 유제품, 콩 제품, 기타 콩류와 같은 단백질을 함유한 식품으로부터 류신을 얻을 수 있다. 류신은 UUA, UUG, CUU, CUC, CUA, CUG 코돈에 의해 암호화되어 있다.
발린과 아이소류신과 마찬가지로 류신은 가지사슬 아미노산이다. 류신 대사의 주요한 대사 최종 산물은 아세틸-CoA와 아세토아세트산이다. 따라서 류신은 리신과 함께 케톤체생성성 아미노산이다. 류신은 사람에서 가장 중요한 케톤체생성성 아미노산이다.
류신 및 류신의 소량 대사산물인 β-하이드록시 β-메틸뷰티르산은 사람에서 약리학적 활성을 나타내며, mTOR의 인산화를 통해 단백질의 생합성을 촉진하는 것으로 입증되었다.

## 식이 류신
식품 첨가물로 사용되는 L-류신은 E 번호 E641로 향미 증진제로 분류된다.

### 요구 사항
미국 의학 연구소의 식품 영양 위원회(FNB)는 2002년에 필수 아미노산에 대한 권장 식이 허용량(RDA)을 제정했다. 19세 이상의 성인의 경우 매일 체중 1 kg당 42 mg의 류신이 필요하다.

### 공급원
| 식품                                             | g/100g    |
| ------------------------------------------------ | --------- |
| 농축 유청 단백질, 건조 분말                      | 10.0~12.0 |
| 농축 대두 단백질, 건조 분말                      | 7.5~8.5   |
| 농축 완두 단백질, 건조 분말                      | 6.6       |
| 콩, 성숙한 씨앗, 볶은 것, 소금에 절인 것         | 2.87      |
| 껍질을 벗긴 대마씨                               | 2.16      |
| 쇠고기, 원형, 상단 원형, 날것                    | 1.76      |
| 땅콩                                             | 1.67      |
| 물고기, 연어, 핑크, 날것                         | 1.62      |
| 밀 배아                                          | 1.57      |
| 아몬드                                           | 1.49      |
| 닭고기, 브로일러, 튀김용 닭, 넓적다리 고기, 날것 | 1.48      |
| 달걀, 노른자, 날것                               | 1.40      |
| 귀리                                             | 1.28      |
| 풋콩 (대두, 녹색, 날것)                          | 0.93      |
| 콩, 핀토, 조리된 것                              | 0.78      |
| 렌즈콩, 조리된 것                                | 0.65      |
| 병아리콩, 조리된 것                              | 0.63      |
| 옥수수, 노란색                                   | 0.35      |
| 우유, 전유, 유지방 3.25%                         | 0.27      |
| 쌀, 현미, 중간 곡물, 조리된 것                   | 0.19      |
| 모유                                             | 0.10      |

## 건강에 대한 효과
식이 보충제로서 류신은 나이든 쥐의 근육 단백질의 합성을 증가시켜 근육 조직의 분해를 늦추는 것으로 밝혀졌다. 그러나 비교 연구 결과는 상충된다. 장기간의 류신 보충은 건강한 노인 남성의 근육량이나 근력을 증가시키지 않는다. 더 많은 연구가 필요하며, 바람직하게는 객관적이고 무작위적인 사회 표본을 기반으로 하는 연구가 필요하다. 류신을 단독으로 또는 다른 가지사슬 아미노산과 함께 섭취하는 경우 류신 보충의 효과를 알아내기 위해 생활 방식, 연령, 성별, 식이, 운동 등과 같은 요인들을 분석시 고려해야 한다. 그때가지는 식이 류신 보충을 전체 인구에 대한 근육 생장 또는 최적 상태의 유지를 위한 주요 이유와 관련시킬 수 없다.
L-류신과 D-류신은 모두 뇌전증 발작으로부터 쥐를 보호한다. 또한 D-류신은 적어도 다이제팜만큼 효과적으로 진정 효과없이 발작이 시작된 후에 쥐의 발작을 종결시킨다. L-류신의 식이 섭취 감소는 쥐의 비만을 촉진한다. 류신의 높은 혈중 수치는 사람, 쥐 및 설치류에서 인슐린 저항성과 관련이 있다. 이것은 mTOR 신호전달을 자극하는 류신의 효과 때문일 수 있다. 류신 및 다른 가지사슬 아미노산의 식이 제한은 에너지 소비를 증가시켜 야행성 쥐에서 식이 유발 비만을 억제시킬 수 있고 과다섭취 쥐의 지방 증가를 제한할 수 있다.

## 안전성
대상부전 단풍시럽뇨병에서 볼 수 있는 류신 독성은 섬망과 신경학적 손상을 유발하고 생명을 위협할 수 있다.
류신을 많이 섭취하면 L-트립토판이 니아신으로 전환되는 것을 방해하기 때문에 니아신 수치가 낮은 사람들에게 펠라그라 증상을 유발하거나 악화시킬 수 있다.
500 mg/kg/d를 초과하는 용량의 류신은 고암모니아혈증에서 관찰되었다. 따라서 비공식적으로 건강한 성인 남성의 류신 허용 상한 섭취량(UL)은 급석 식이 조건에서 500 mg/kg/d 또는 35 g/d로 제안될 수 있다.

## 약리학

### 약력학
류신은 근원섬유 근단백질 합성을 직접적으로 자극하는 능력을 가진 식이성 아미노산이다. 류신의 이러한 효과는 단백질 생합성 및 세포 생장을 조절하는 세린-트레오닌 단백질 키네이스인 mTOR의 활성인자로서의 역할에서 비롯된다. 류신에 의한 mTOR의 활성화는 Rag GTPase, 류실-tRNA 합성효소에 대한 류신의 결합, 세스트린 2에 대한 류신의 결합, 및 다른 가능한 메커니즘을 통해 매개된다.

### 사람에서의 물질대사

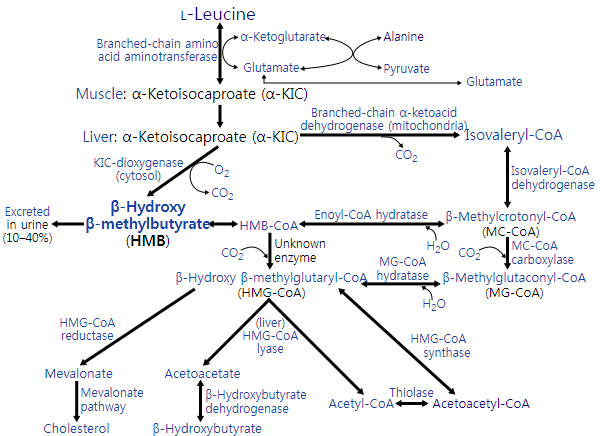
사람에서 L-류신과 관련한 β-하이드록시 β-메틸뷰티르산(HMB) 및 아이소발레릴-CoA에 대한 대사 경로. 두 가지 주요 경로 중 L-류신은 대부분 아이소발레릴-CoA로 대사되는 반면, β-하이드록시 β-메틸뷰티르산(HMB)으로 대사되는 경우는 약 5%에 불과하다.

류신 대사는 인체의 많은 조직에서 일어난다. 그러나 대부분의 식이 류신은 간, 지방 조직 및 근육 조직 내에서 대사된다. 지방 조직 및 근육 조직은 스테롤 및 기타 화합물의 형성에 류신을 사용한다. 이들 두 조직에서 결합된 류신의 사용은 간보다 7배 더 많다.
건강한 사람의 경우 식이 L-류신의 약 60%가 몇 시간 후에 대사되고, 식이 L-류신의 약 5%(2~10% 범위)가 β-하이드록시 β-메틸뷰티르산(HMB)으로 전환된다. 식이 L-류신의 약 40%는 아세틸-CoA로 전환되며, 이는 이후에 다른 화합물의 합성에 사용된다.
대부분의 L-류신 대사는 초기에 가지사슬 아미노산 아미노기전이효소에 의해 촉매되어 α-케토아이소카프로산(α-KIC)을 생성한다. α-케토아이소카프로산은 대부분 미토콘드리아의 효소인 가지사슬 α-케토산 탈수소효소 복합체에 의해 대사되어 아이소발레릴-CoA로 전환된다. 아이소발레릴-CoA는 이후에 아이소발레릴-CoA 탈수소효소에 의해 대사되어 아세틸-CoA 및 기타 화합물의 합성에 사용되는 β-메틸크로토닐-CoA로 전환된다. 비오틴 결핍증에서 β-하이드록시 β-메틸뷰티르산(HMB)은 β-메틸크로토닐-CoA(MC-CoA)를 β-하이드록시 β-메틸뷰티릴-CoA(HMB-CoA)로, β-하이드록시 β-메틸뷰티릴-CoA를 β-하이드록시 β-메틸뷰티르산으로 각각 전환시키는 엔오일-CoA 수화효소와 알려지지 않은 싸이오에스터레이스를 통해 β-메틸크로토닐-CoA로부터 합성될 수 있다. 상대적으로 적은 양의 α-케토아이소카프로산은 세포질의 효소 4-하이드록시페닐피루브산 이산소화효소에 의해 간에서 β-하이드록시 β-메틸뷰티르산으로 전환된다. 건강한 사람의 경우 L-류신이 α-케토아이소카프로산으로 전환된 다음 β-하이드록시 β-메틸뷰티르산으로 전환되는 이러한 마이너 경로가 β-하이드록시 β-메틸뷰티르산 합성의 주요 경로이다.
L-류신 대사의 작은 부분(약 33%를 차지하는 고환을 제외한 모든 조직에서 5% 미만)은 초기에 류신 2,3-아미노뮤테이스에 의해 촉매되어 β-류신을 생성하고, 이는 후속적으로 일련의 특성화되지 않은 효소들에 의해 β-케토아이소카프로산, β-케토아이소카프로일-CoA, 아세틸-CoA로 대사된다.
β-하이드록시 β-메틸뷰티르산(HMB)의 대사는 β-하이드록시 β-메틸뷰티릴-CoA(HMB-CoA)로 전환시키는 특성화되지 않은 효소에 의해 촉매된다. β-하이드록시 β-메틸뷰티릴-CoA는 엔오일-CoA 수화효소 또는 다른 특성화되지 않은 효소에 의해 대사되어 각각 β-메틸크로토닐-CoA(MC-CoA) 또는 β-하이드록시 β-메틸글루타릴-CoA(HMG-CoA)를 생성한다. 그런 다음 β-메틸크로토닐-CoA는 메틸크로토닐-CoA 카복실화효소에 의해 β-메틸글루타코닐-CoA(MG-CoA)로 전환되고, 이는 후속적으로 메틸글루타코닐-CoA 수화효소에 의해 β-하이드록시 β-메틸글루타릴-CoA로 전환된다. 그런 다음 β-하이드록시 β-메틸글루타릴-CoA는 β-하이드록시 β-메틸글루타릴-CoA 분해효소에 의해 아세틸-CoA와 아세토아세트산으로 분해되거나 메발론산 경로를 통해 콜레스테롤의 생산에 사용된다.

## 사람 이외의 생물에서의 합성
동물에서 류신은 잠재적인 전구체 화합물로부터 신생합성되는 완전한 대사 경로가 없기 때문에 동물의 식단에서 필수 아미노산이다. 따라서 동물은 일반적으로 단백질의 구성 성분으로 류신을 섭취해야 한다. 식물과 미생물은 일련의 효소들을 사용하여 피루브산으로부터 류신을 합성한다.
- 아세토락트산 생성효소
- 아세토하이드록시산 아이소머로리덕테이스
- 다이하이드록시산 탈수효소
- α-아이소프로필말산 생성효소
- α-아이소프로필말산 이성질화효소
- 류신 아미노기전이효소

소수성 아미노산인 발린의 합성에도 이 대사 경로의 초기 부분이 사용된다.

## 화학

왼쪽은 (S)-류신(또는 L-류신), 오른쪽은 (R)-류신(또는 D-류신), 중성 pH에서 양쪽성 이온의 형태

류신은 선형이 아닌 지방족 곁사슬을 가지고 있기 때문에 가지사슬 아미노산이다.
라세미 류신은 생체분자의 비대칭 기원을 더 잘 이해하기 위해 원형 편광 싱크로트론 방사에 노출되었다. 2.6%의 거울성 이성질체의 증가가 유도되었으며, 이는 생체분자의 호모카이랄성의 가능한 광화학적 기원을 나타낸다.

## 같이 보기
- 아이소류신
- 발린
- 가지사슬 아미노산
- 류신류 – 류신의 이성질체 및 유도체
- 류신 지퍼 – 전사인자 단백질의 공통적인 모티프